# Gewöhnliche Großohrfledermaus

Verbreitungsgebiet der Gewöhnlichen Großohrfledermaus

Die Gewöhnliche Großohrfledermaus (Histiotus macrotus) ist eine in Südamerika verbreitete Fledermaus in der Familie der Glattnasen. Längere Zeit galt die Thomas-Großohrfledermaus (Histiotus laephotis) als Unterart oder Synonym dieser Art. Die Zuordnung von Beschreibungen aus älteren Werken ist aufgrund von Verwechslungsmöglichkeiten schwierig.

## Merkmale
Erwachsene Exemplare erreichen eine Kopf-Rumpf-Länge von 59 bis 65 mm, eine Schwanzlänge von 48 bis 62 mm sowie ein Gewicht von 10 bis 20 g. Sie besitzen 46 bis 51 mm lange Unterarme, 9 bis 11 mm lange Hinterfüße und 28 bis 34 mm lange Ohren. Das braune Fell der Oberseite besteht aus Haaren, die an der Wurzel dunkelbraun oder schwarz sind, wobei die Spitzen eine gelbbraune Färbung aufweisen. Die ähnlich gestalteten Haare der Unterseite sind heller mit fast weißgelben Spitzen. Wie der deutsche Name andeutet, sind die Ohren auffällig groß. Sie sind mit einem kleinen Hautstreifen auf der Stirn verbunden. Die Ohren, nackte Bereiche des Gesichts und die Flughäute erscheinen dunkler braun als das Fell. Die Gewöhnliche Großohrfledermaus hat einen robusten Schädel mit einem fehlenden Scheitelkamm.

## Verbreitung
Die Art ist im Westen Paraguays, im Westen Argentiniens und in zentralen Gebieten Chiles verbreitet. Fundberichte aus Peru gehören vermutlich zu einer anderen Fledermaus. Die Gewöhnliche Großohrfledermaus lebt im Hügelland und in Gebirgen zwischen 240 und 3600 Meter Höhe. Als Habitat dienen Regenwälder, trockene Wälder, Savannen, Steppen, Wüsten und felsige Regionen.

## Lebensweise
Die Exemplare halten sich einzeln, in kleineren Gruppen mit etwa 20 Mitgliedern oder in größeren Kolonien mit etwa 100 Individuen am Ruheplatz auf. Die Verstecke befinden sich in verlassenen Bergwerksstollen, in Felsspalten oder unter Gebäudedächern. Manchmal wird der Schlafplatz mit der Mexikanischen Bulldoggfledermaus oder mit Mausohren (Myotis) geteilt. Die Gewöhnliche Großohrfledermaus jagt hauptsächlich Schmetterlinge und Käfer die mit Köcherfliegen, Zweiflüglern, Milben sowie anderen Wirbellosen komplettiert werden. In Argentinien konnten Weibchen, die mit einem Embryo trächtig waren, im Dezember registriert werden.

## Gefährdung
Für den Bestand liegen keine Bedrohungen vor. Laut Schätzung der IUCN hat die Gewöhnliche Großohrfledermaus eine große Population. Sie wird deshalb als nicht gefährdet (least concern) gelistet.